# Dirección Nacional de Investigación Judicial
La Dirección Nacional de Investigación Judicial es la policía investigativa de Panamá creada oficialmente en 2007 con su actual nombre y régimen. Compone la Policía Nacional de Panamá dependiente del Ministerio de Seguridad Pública, cuyo personal está sometido a un régimen jerárquico y disciplinario estricto. La DIJ es la principal institución policial del país que desarrolla labores en materia de investigación policial, judicial y criminal, en conjunto al Instituto de Medicina Legal y Ciencias Forenses.
Su misión fundamental es realizar las investigaciones y aclaraciones policiales de los delitos, ser coadyuvante de Ministerio Público y el Órgano Judicial en la investigación de delitos. Además tienen otras funciones, entre las cuales se encuentran expedir el Certificado de Antecedentes Penales o Record Policivo y representar a esta nación en Interpol.
Sus funcionarios se caracterizan por no usar comúnmente los uniformes de la institución sino otros distintos propios de la DNIJ, utilizando la placa policial y carné para su identificación, además de chaleco de tela, que se utiliza en los momentos en que este debe ser reconocido desarrollando su labor. La jerarquía operativa es la misma de la Fuerza Pública a excepción del Servicio de Protección Institucional.

## Historia

### Periodo Republicano
El 25 de octubre de 1913 durante la administración del Presidente de Panamá Belisario Porras se crea la Policía Secreta con funciones de investigación e información. Al año 1941,por medio de la Ley 72 del 18 de junio de 1941, evoluciona como Cuerpo de Policía Secreta Nacional, bajo la dirección inmediata y directa del Ministerio de Gobierno y Justicia y con ello del Presidente de la República, esta vez con una dinámica de contrainteligencia, con el objetivo de prevenir atentados contra las instituciones del Estado y contra la Seguridad Nacional, luego se convirtiria en el brazo represor del gobierno de turno y fue utilizado para vigilar, informar y perseguir a aquellos elementos opositores al mandatario.
En el año 1960 se crea el Departamento Nacional de Investigaciones conocido como DENI mediante el Decreto Ley 12 de 28 de mayo de 1960 dependiente de la Guardia Nacional posteriormente de las Fuerzas de Defensa de Panamá la cual entre sus tareas aparte de investigar los hechos delictivos, también estaban las labores de espionaje a personas con tendencias extremistas y así evitar que conspiraran contra el régimen democrático. Sin embargo esto sus labores se vieron opacadas por el régimen dictatorial instaurado en el país, esta entidad sirvió hasta la Insvasión estadounidense de Panamá en 1989 encabezada por el entonces General Manuel Antonio Noriega, su régimen dictatorial y eliminando a las Fuerzas de Defensa de Panamá.
Con el retorno a la democracia el Presidente de la República Guillermo Endara se expide la Ley 16 del 9 de julio de 1991 por la cual se crea la Policía Técnica Judicial dependiente del Ministerio Público, sin embargo la gran cantidad de actos de corrupción y otras irregularidades provocaron que fuera suprimida como una dirección de la Policía Nacional de Panamá.
En el año 2007 se expide la Ley 69 de 27 de diciembre de 2007 por la cual se eliminó la Policía Técnica Judicial, se creó dentro de la Policía Nacional a la Dirección Nacional de Investigación Judicial y transfirió los servicios de Críminalistica al Instituto de Medicina Legal y Ciencias Forenses.

## Estructura fundamental
Según los artículos 5 y 6 del Reglamento Interno de la Dirección Nacional de Investigación Judicial, esta se organiza sobre las siguientes dependencias:
- Dirección General
- Subdirección General
- Secretaría de la Dirección
- Oficina Central Nacional de Interpol de Panamá
- Departamentos
- Divisiones
- Secciones
- Unidades
- Oficinas

## Cuarteles y Unidades Especializadas
Conforme el artículo 6 numeral 2 la investigación general conforma uno de los niveles de responsabilidad de la Dirección Nacional de Investigación Judicial dividiendo sus áreas de investigación según el delito investigado, contando con ello diversas unidades especializadas de investigación policial, las cuales cuentan con unidades especialistas, expertos y peritos en las respectivas áreas. Muchos de ellos formados en el país gracias a la oferta académica y en el exterior en países como: Chile Policía de Investigaciones de Chile, Ecuador Policía Nacional del Ecuador, Colombia Policía Nacional de Colombia, Estados Unidos Oficina Federal de Investigaciones entre otros.

### Departamento de Operaciones
- División de Localización, Captura y Presentación

de Personas
- Unidad de Observación, Vigilancia y Seguimiento

### Departamento de Investigaciones Criminales
- División de Delitos Relacionados con Drogas.
- División de Delitos de Blanqueo de Capitales.
  - Sección de Investigación Financiera
- División de Delitos contra la Vida e Integridad Física.
- División de Delitos contra el Patrimonio Económico.
  - Sección de Hurto y Robo de autos y accesorios.
  - Sección de Hurto Pecuario.
  - Sección de Robo a Mano Armada.
- División de Delitos contra la Propiedad Intelectual.
- División de Delitos contra el Ambiente.
- División de Delitos contra la Libertad Individual.
  - Sección Antisecuestro.
- División de Delitos contra la Seguridad Colectiva.
  - Sección de Terrorismo.
  - Sección de Antipandillas.
- División de Delitos de Posesión y Tráfico Ilícito de Armas.
  - Sección de Personas.
  - Sección de Armas, Explosivos y Producto de Doble Uso.
- División de Investigación Aeroportuaria.
- División de Delitos contra el Pudor y la Libertad Sexual.
  - Sección de Explotación Sexual.
- División de Delitos Contra la Fe Pública.
- División de Delitos contra la Administración Pública.
- División de Delitos contra el Orden Jurídico Familiar y Civil.
- División Especializada en Adolescentes.

### Departamento de Servicios de Apoyo
- Gabinete de Archivo e Identificación Personal
  - Sección de Datos Generales
  - Sección de Datos de Personas en Procesos de Investigación
  - Sección de Datos de Personas Detenidas
  - Servicio de Aprehensión Provisional
- Oficina de Trámite de Expedientes en Mora
- Oficina de Permiso de Armas;
- Unidad de Custodia Transitoria de Evidencia Física
- Unidad de Análisis, Estadística y Difusión
- Sección de Desarrollo Tecnológico
- Sección de Armería

### Departamento de Recursos
- División de Recursos Humanos
- División de Servicios Generales
- Sección de Recursos Financieros
- Sección de Transporte